# 天翔ゆい
天翔 ゆい（てんしょう ゆい、1997年8月12日 - ）は、日本の女優、声優、歌手、アクトレスガールズ。奈良県出身。

## 来歴
1997年8月12日、奈良県橿原市生まれ。
2016年3月 奈良高校卒業。
アニメ『けいおん!』をきっかけにアイドル声優を目指し、大学在学中の2016年からの2年間は日本ナレーション演技研究所、2018年からの1年間はヒューマンアカデミー心斎橋校の週末コースに通った。
2020年3月、大阪府立大学現代システム科学域マネジメント学類を卒業。
2020年11月29日、社畜るーずのメンバーとしてアイドルとしてデビュー（当時の活動名は天職ゆい）。社畜るーずは2021年11月3日でライブ活動を無期限休止した。
2022年4月1日「ふぁん！といぼっくす」を1年限定で結成。緑担当。2023年4月1日「ふぁん！といぼっくす」が解散。「ふぁん！といぼっくす」を組んでいた、柚井ゆいと二人でYoutube/TikTokなどの「ゆずのてんぷら」というユニットを継続。
2023年8月14日「アクトレスガールズ」でデビュー。
2023年8月14日「自信を持ってさあどうぞ！」で楽曲配信デビュー
2024年8月12日 自身のイベント「#天職ゆい27歳~次回！天職ゆい死す！デュエルスタンバイ！(？)~」で、芸名を「天翔ゆい」に変更することを発表した。
2025年7月「双碧星物語」で舞台による初主演。
2025年7月26日俳優として、「ジャングルベルシアター」に所属することを発表した。

## 作品

### 映画
- 「シャークネード ラスト・チェーンソー 4DX」列車の少年役吹替（2018年）
- 「アフリカン・カンフー・ナチス」吹替：ビック・ブラック・ガール役吹替（2021年）

### 舞台
2021年
- 「Kiss Me You~がんばったシンプーたちへ~」 LiveDog（11月17日 - 21日　東京・シアターサンモール）[12]

2022年
- 「春色ラプソディ♪Ⅱ」メディアンプロ（3月15日 - 21日　東京・シアターブラッツ）[13]
- 「天守物語」呼華歌劇団（5月18日 - 22日　東京・新宿村LIVE）
- 「モンブラン~黄昏のROUTE69~」BIG UP（7月8日 - 10日　東京・CBGKシブゲキ!!）[14]
- 「想い出パレット～乙女の戦 両国場所～」劇団空感演人（10月13日 - 17日　東京・Air studio）[15]
- 「Funkyナース～きばらんか～」空感演人プロデュース（11月10日 - 14日　東京・Air studio）[16]
- 「空の匣庭 (team EDEN)」Project Amythos  ヨフィエル役（12月23日 - 27日　東京・六行会ホール）[17]

2023年
- 「Dog's」LiveDog（2月17日 - 26日　東京・中目黒キンケロ・シアター）[18]
- 「志立彩色女学院アイドル科」劇団バルスキッチン（5月24日 - 28日　東京・バルスタジオ）[19]
- 「アームラコール」ギロチンメソッド x あんちぽっぷ（7月26日 - 30日　東京・萬劇場）[20]
- 「カウント2.9！-2」アクトレスガールズ　ハマコ役（11月26日　東京・新木場1stRING）[21]

2024年
- 「どうか、白き雷よ」感謝の日々を 松平喜徳役（2月14日 - 18日　東京・萬劇場）[22]
- 「空の匣庭 (teamARKADIA)」Project Amythos ウリエル役（4月25日 - 29日　東京・萬劇場）[23]
- 「真白鬼」あんちぽっぷ 壌御門 蜻蜓役（6月12日 - 16日　東京・萬劇場）[24]
- 「緋は退紅に燃ゆ」感謝の日々を 中野竹子役（8月7日 - 11日　東京・萬劇場）[25]
- 「サラマンドラの星空」ジャングルベルシアター　江川君恵役（10月17日 - 23日　東京・萬劇場）[26]
- 「D-ystopia」END es PRODUCE 白虎役（11月06日 - 10日　東京・六行会ホール）[27]
- 「将来の夢は」Unit NA ナレーションお姉さん役（12月20日 - 22日　東京・千本桜ホール）[28]

2025年
- 『美人狼 ～アイドルへの道～』上原 黄南 役（2025年2月27日・2月28日・3月2日、高田馬場ラビネスト）[29]
- &4第5回公演「おとぎの法廷」＆4　魔女役（3月26日-30日 東京 中野テアトルMOMO）
- 「ツミビト〜7つと1つの大罪〜」ソフトボイルド　イーマ役（4月23日-27日 東京 渋谷CBGKシブゲキ）
- 「歌唱戦隊ライブレンジャー」　Funny Lollipop Monster（歌唱戦隊ライブレンジャー）　緑谷雲雀（5月16日～18日　武蔵野芸能劇場）
- 「夜行万葉録 巳」ジャングルベルシアター　現代パート 君恵役　（6月3日～8日　参宮橋トランスミッション）
- 「双碧星物語」流星揚羽×TEAM風雷Bow　伽耶役　（7月2日～6日　東京・萬劇場）
- WITH YOU 第16回公演「それでも恋する世界線Ⅱ」（10月1日 - 5日〈予定〉東京・赤坂RED/THEATER）[30]

### イベント
2024年
- 「将来の夢は前夜祭」Unit NA ナレーションお姉さん役（12月17日 　東京・千本桜ホール）[31]

2025年
- 「野生のひまゆい」HIMAWARI・天翔ゆい撮影会（1月26日　東京都内）
- 「アクトレスガールズ 名鑑発売イベント」アクトレスガールズ（1月31日　東京　神田 書泉グランデ）
- 「美人狼ゲーム体験会」舞台「美人狼」制作プロジェクト（2月19日）
- 「美人狼 アフターイベント」舞台「美人狼」制作プロジェクト（3月31日）
- 「ライブレンジャートークイベント」　Funny Lollipop Monster（4月12日）

### 朗読劇
- 「遠き夏の日」兵士役（2018年9月3日　大阪・グランフロント大阪ナレッジシアター）[32]
- 「丘の上のおもちゃ箱」主演：ビリー役（2022年8月14日西川口Galaxy）[33]
- 「タイムマシンに願いをこめて!?」（2023年10月20日　東京・八王子papaBeat）[34]
- 「男装喫茶の。」りと役（2024年1月　東京・東中野バニラスタジオ）[35]
- 「クリスマスの朝が来る前に」となりのパンダs第6回公演 Forestまこ役（2024年12月　東京・中野MOMO）

### MC
- 「大阪府立大学東京同窓会 総会懇親懇談会2022」（2022年2月6日）[36]
- 「天翔ゆいの自信をもってさあどうぞ」（2022年-）[37]
- 「マインドウェアライブ配信」(不定期配信)（2024年-）[38]
- 「大阪府立大学 東京同窓会第34回総会」（2025年2月11日）

### プロレス
- 2023年8月14日「アクトレスガールズ」でアクトレスリングデビュー
- 2023年10月1日 アクトレスガールズの演劇中心興行アクトリングで、怪盗シスターズ Bijou 所属　スピル役[39]
- 2024年
  - アクトリング公演『アクトリング　スペシャルステージ』（5月31日 東京　新木場1stRing）スピル 役[40]
  - アクトリング スペシャルオムニバス公演（11月3日~4日 東京　アルネ543）スピル 役
  - 東京コミコン2024『アクトレスガールズスペシャルステージ』（12月7日 東京　幕張メッセ）スピル 役[41]
  - アクトリング本公演『ACTRING／鏡編 参ノ面 蕨公演 Star magical☆projectノ章 〜Heartfelt Credit～』（12月15日 埼玉 蕨レッスル武道館）スピル 役
  - アクトリング本公演『ACTRING／鏡編 四ノ面 蕨公演 桃華雪(仮)ノ章 Go!と言えば郷に従え』（12月15日 埼玉 蕨レッスル武道館）スピル 役[42]
- 2025年
  - 7月26日横浜公演で、リングアナウンサーデビュー

### 声優
- 少女キャリバー.io[43] 店番ちゃん役[44]
- はし藤本店(2022年)ナレーション[45]
- 近畿大学工学部･広島キャンパスのオープンキャンパス (2023年7月23日、8月5日)「アイ」役[46]
- 「麻雀昇龍神」 「主婦 萬田麻衣」役(2025年1月17日)[47]
- 「Code：H」[48]「ベティ」役
- BSフジ Risky Melodyの「LIVE is LIFE」ナレーション[49]
- 「神託のメソロギア」王女フェリ役(2025年春リリース)[50]

### ライブ
2024年
- 5月19日「ゆずのてんぷらいぶ」ーデビューします！ヤッホー！ー　（東京　渋谷 CLUB CAMELOT）[51]
- 5月25日「I LOVE U@あいり 東京最後の生誕ライブ」(東京　渋谷 CLUB CAMELOT)
- 6月28日「AKIBAドリームライブ」(東京　秋葉原Galaxy)
- 8月23日「AKIBAドリームライブ」(東京　秋葉原Galaxy)
- 9月16日「AKIBAドリームライブ」(東京　秋葉原Galaxy)
- 10月12日「浅田まい子生誕ライブ2024」(東京　秋葉原Galaxy)
- 10月12日「AKIBAドリームライブ」(東京　秋葉原Galaxy)
- 10月26日「事実は小説よりも奇なり」（東京 渋谷ビオサケダイニング リンリン）
- 12月28日「AKIBAドリームライブ」(東京　秋葉原Galaxy)
- 12月30日「AKIBA69」『年忘れイヤーエンドパーティー』(東京　秋葉原Galaxy)

2025年
- 1月13日「天翔る音夜」(東京　秋葉原Galaxy)
- 2月15日『VV FES ~Virtual Valentine Fes~』（東京　RED°TOKYO TOWER SKY STUDIUM）
- 3月1日『僕と契約して魔法少女になってよ』〜AKIBAドリームライブ〜(東京　秋葉原Galaxy)
- 4月5日『アリPフェス 江副佑香生誕祭&ほわいとにゃんばーデビューライブ』(東京　秋葉原Galaxy)
- 5月19日『LIVEリミット！』(東京　秋葉原Galaxy)
- 6月16日『ゆずのてんぷら vs ちあもあ！』(東京　池袋comfy)